# La vergüenza de la jungla
"La vergüenza de la jungla" (título original: Tarzoon: Shame of the Jungle, título frances: Tarzoon, la honte de la Jungle, título argentino: Tarzoon: La vergüenza de la selva) es una película de animación franco-belga de 1975, dirigida por Picha y Boris Szulzinger, y producida por Valisa Films (Bélgica) y S.N.D. (Francia).

## Argumento
Un Tarzán feo, cobarde, casi indefenso y ridículo parte en busca de su soberbia y cascarrabias compañera ninfómana secuestrada, a través de un universo burlesco y loco, poblado de zom-pichas, pigmeos caníbales, flores ninfómanas y exploradores borrachos, con un telón de fondo de valses vieneses. A pesar de sí mismo se convertirá en un héroe.

## Reparto
La película fue doblada al castellano en el año 1979 en el estudio Arcofón (en Madrid).
| Personaje                 | Actor/actriz original                              | Actor/actriz de doblaje francés                                              | Actor/actriz de doblaje castellano                     |
| ------------------------- | -------------------------------------------------- | ---------------------------------------------------------------------------- | ------------------------------------------------------ |
| Narrador                  | Bob Perry                                          | Bernard Dhéran                                                               | José Guardiola                                         |
| Shame (Tarzoon)           | Johnny Weissmuller Jr.                             | Georges Aminel                                                               | Víctor Agramunt                                        |
| June                      | Emily Prager                                       | Arlette Thomas                                                               | Delia Luna                                             |
| Reina Bazoonga            | Pat Bright                                         | Paule Emanuele                                                               | Amparo Soto                                            |
| Charles nº1               | Brian Doyle-Murray                                 | Pierre Trabaud                                                               | –                                                      |
| Charles nº2               | Andrew Duncan                                      | Roger Carel                                                                  | Jesús Nieto                                            |
| Profesor Cedric Addlepate | Guy Sorel                                          | Guy Piérauld                                                                 | Rafael De Penagos                                      |
| Stella Starlet            | Judy Graubart                                      | Laurence Badie                                                               | Pilar Gentil                                           |
| Brutish                   | Adolph Caesar                                      | Marc de Georgi                                                               | –                                                      |
| Short                     | Christopher Guest                                  | Roger Carel                                                                  | –                                                      |
| Craig Barker              | John Belushi                                       | José Géal                                                                    | Félix Acaso                                            |
| Voces adicionales         | Deya Kent, M. Vernon, Tony Jackson y John Baddeley | Georges Aminel, Arlette Thomas, Laurence Badie, Roger Carel y Pierre Trabaud | José María Cordero, José Luis Baltanás y Juan Lomberdo |

## Estreno
La película se estrenó por primera vez en los cines franceses el 4 de septiembre de 1975, y también en los cines belgas y suizos unos meses después. En España, la película se estrenó en cines de Madrid primero el 14 de mayo de 1979, y luego en Barcelona el 17 de mayo. En Argentina, la película se estrenó el mismo año que los estrenos en España y Estados Unidos.
Los herederos de Burroughs intentaron prohibir la película por obscenidad y al menos exigieron que se eliminara el nombre Tarzán (el título y el nombre del héroe originalmente eran Tarzoon) del título, transformado en "La Honte de la jungle". Clasificada X en el momento de su estreno en Estados Unidos en 1978, la película tuvo que ser eliminada de algunas escenas que contenían violencia animal. En Francia, los herederos fueron desestimados por los tribunales en 1978.